# بنيامين ليست
بنيامين ليست (بالألمانية: Benjamin List) هو كيميائي ألماني من مواليد 11 يناير 1968 في مدينة فرانكفورت؛ وهو مدير للأبحاث في معهد ماكس بلانك لأبحاث الفحم في مدينة مولهايم الألمانية.
حاز بنيامين ليست جائزة نوبل في الكيمياء سنة 2021 مناصفة مع ديفيد ماكميلان لأبحاثهما في مجال التحفيز العضوي.